# 賽馬會第三學生村

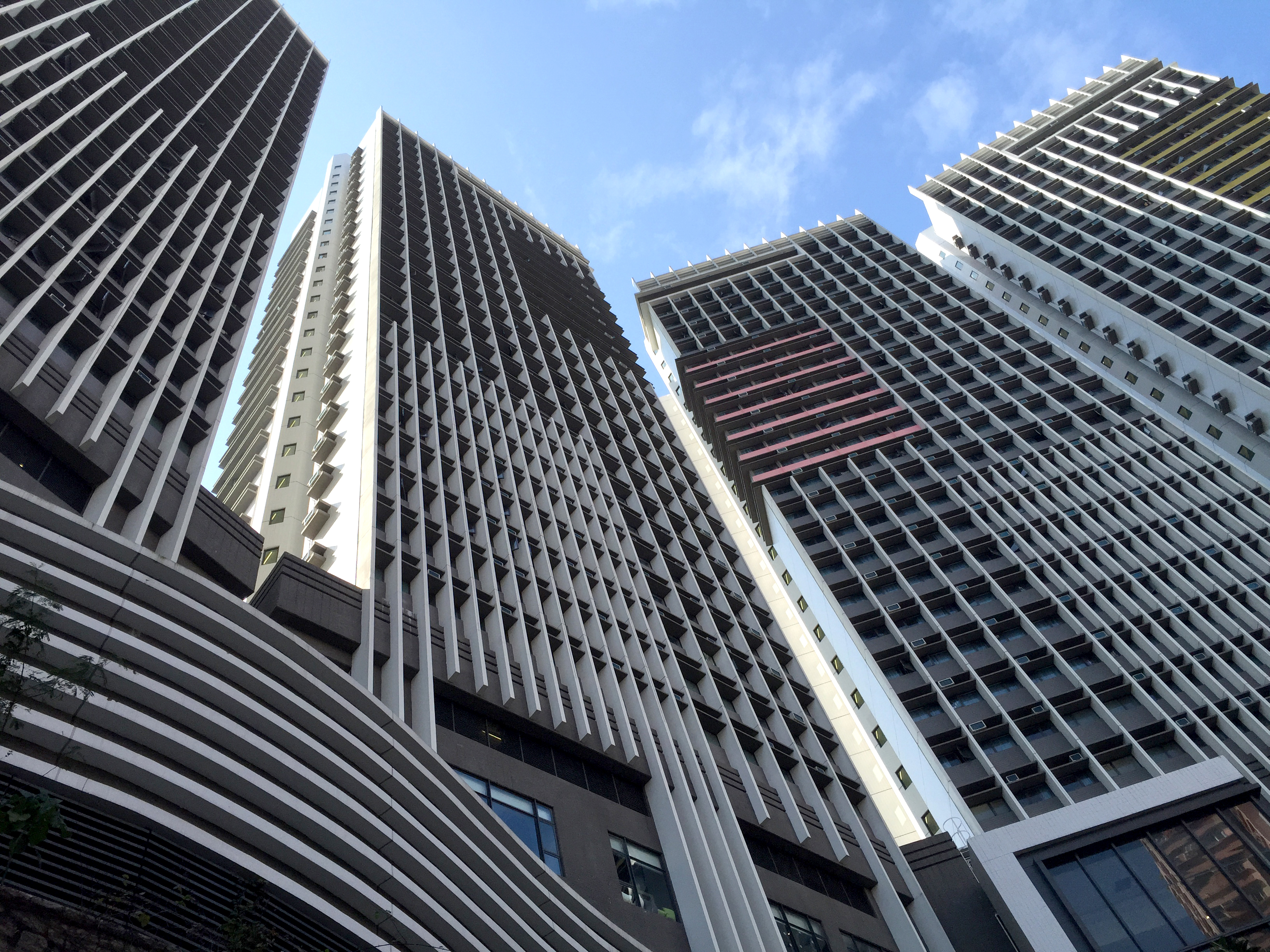
香港大学赛马会第三学生村：
左起分别为信兴学院、志新学院、立之学院、日新学院

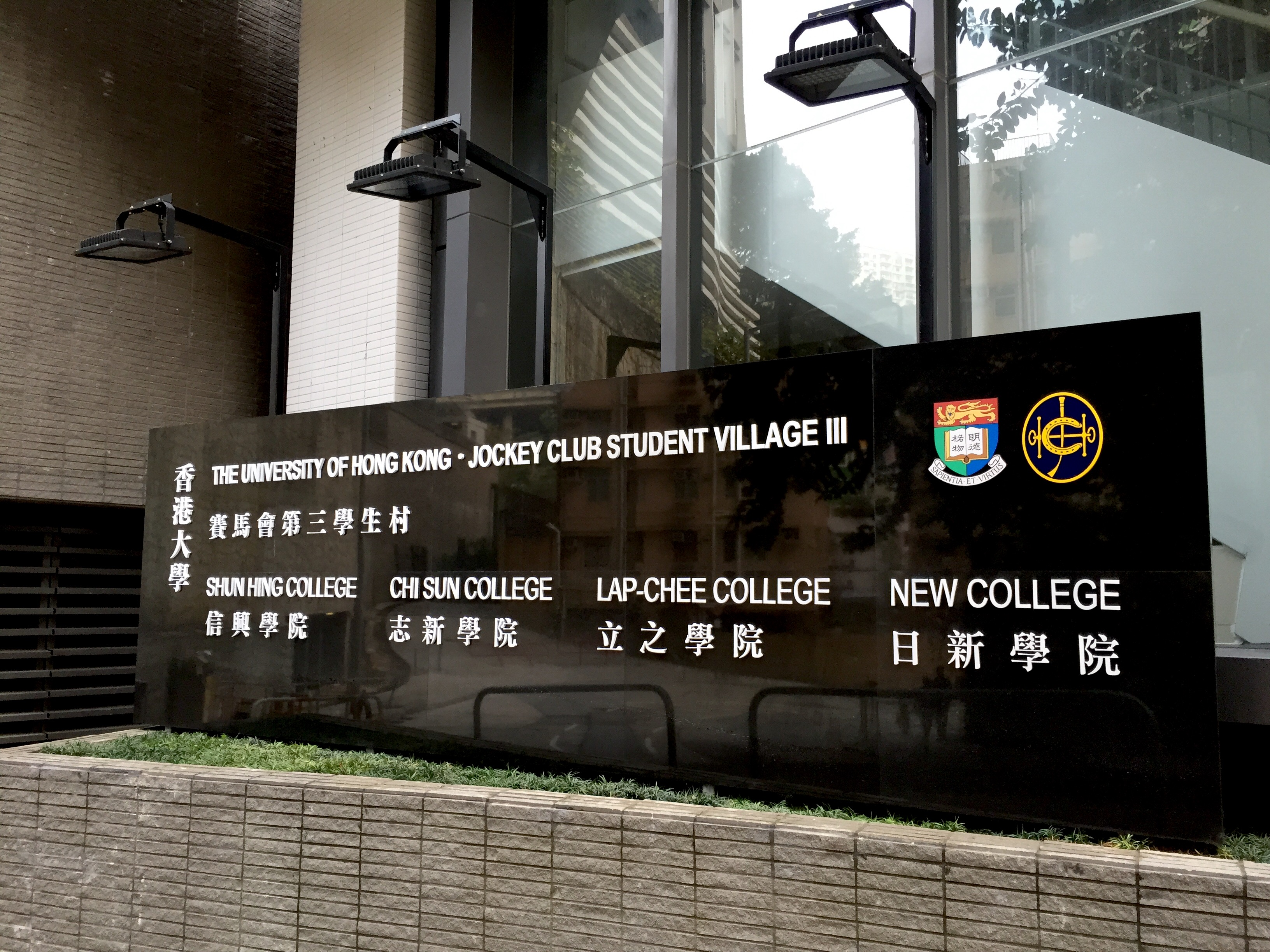
立于赛马会第三学生村门前的名牌

賽馬會第三學生村（英語：Jockey Club Student Village III，縮寫），俗稱「龍華」，是香港大學其中一個為迎接三三四高中教育改革及雙班年而興建的全新宿舍，位於堅尼地城龍華街9號，2012年落成及啟用，由周余石（香港）有限公司設計。

## 宿位
四幢宿舍合共提供1800個宿位，落成首年，宿生中25%至33%為研究生。其後，研究生比例會增加至50%。而非本地生比例則佔整體67% 。絕大多數本地一年級新生沒有資格申請龍華宿位。

## 學院
賽馬會第三學生村一共有四幢住宿學院，由南至北分別爲：

### 信興學院
信興學院（Shun Hing College，原稱A棟）以藍色爲主題色，有24個住宿層，創院院長是陳婉瑩教授，而現任院長為經濟及工商管理學院首席講師李乘雨。

### 志新學院
志新學院（Chi Sun College，原稱B棟）以綠色爲主題色，有24個住宿層，創院院長是梁卓偉教授，現任院長為首席信息主管及大學圖書館館長伍麗娟。以實業家孫志新之名命名，與香港大學賽馬會第二舍堂村的孫志新堂爲姊妹住宿單位。志新有不少醫學生寄宿，競爭亦最為激烈。

### 立之學院
立之學院（Lap-Chee College，原稱C棟）以粉色爲主題色，有22個住宿層，院長是袁孟峰教授。以第三學生村落成時任香港大學校長徐立之教授之名命名。

### 日新學院
日新學院（New College，原稱D棟）以黃色爲主題色，有22個住宿層，院長是周燕雯教授。「日新」一詞取自《大學》中的「苟日新，日日新，又日新」。

## 延遲啟用
因工程延期以及建成後原定入伙日前夕，其中兩幢新宿舍部份單位被驗出空氣中甲醛量超標，港大決定延遲入伙日期，並即日安排受影響宿生入住其他宿位或附近酒店，費用由港大負責。其後港大學生會發起學生公投，追究學生事務長及副校長的責任，但遭港大九個院會要求撤回公投。最後四幢宿舍分別於9月中及10月尾啟用。

## 意外
- 2008年　工程預算由4.59億元增至6.43億元
- 2011年　地盤270卷總值100萬元的電線被盜
- 2011年　一名釘板工人切割木板時鋸斷4指
- 2012年　地盤工人毆鬥，釀1死4傷意外[6]

## 改制
2014年，香港大學龍華街住宿學院（Residential College on Lung Wah Street）改為賽馬會第三學生村，四幢學院A、B、C、D棟分別命名為信興學院、志新學院、立之學院、日新學院。

## 鄰近建築
- 士美菲路
- 觀龍樓
- 摩星嶺救護站
- 嘉輝花園

## 接駁巴士
為方便眾多醫學生宿生，宿舍提供早晨接駁巴士服務，逢星期一至五08:00-09:20，由一樓停車場開往沙宣道校園，每20分鐘一班。車費$7，僅接受八達通。服務頗受歡迎，09:20之班次時常爆滿。